# Azopardo (Buenos Aires)
Azopardo es una localidad del suroeste de la provincia de Buenos Aires, Argentina, perteneciente al partido de Puan.

## Población
Cuenta con 95 habitantes (Indec, 2010), lo que representa un leve incremento del 3% frente a los 92 habitantes (Indec, 2001) del censo anterior.
| Gráfica de evolución demográfica de Azopardo entre 1991 y 2010 |
|                                                                |
| Fuente de los Censos Nacionales del INDEC                      |

## Toponimia
El nombre de la localidad rinde homenaje al Coronel de Marina Juan Bautista Azopardo, nacido en Senglea, Malta, en 1772. Estudió construcciones navales en Tolón y se radicó en el Virreinato del Río de la Plata a principios del siglo XIX. Tuvo una brillante actuación durante las Invasiones Inglesas y se le reconoció el grado de teniente coronel.
Producida la Revolución de Mayo, fue nombrado comandante de la primera escuadra de las Provincias Unidas del Río de la Plata, al frente de la cual fue heroicamente derrotado en el Combate de San Nicolás.
Permaneció prisionero en España hasta 1820, y regresó a Buenos Aires, uniéndose posteriormente a la escuadra del almirante Guillermo Brown para la Guerra del Brasil.
Falleció en Buenos Aires en 1848.

## Paisaje Urbano
El acceso a la localidad es a través de la Ruta Provincial 67 que corre paralela a las líneas del ferrocarril desde el inicio hasta la finalización del pueblo.
El pueblo se presenta como un lugar con cierto grado de discontinuidad en lo que a viviendas y densidad de población respecta.
La red de calles, algunas asfaltadas, otras de tierra y con el trazado de diagonales, está bordeada por un frondoso arbolado que enmarca espacios verdes celosamente cuidados.

## Paisaje Rural
Azopardo está limitado por una vasta extensión de explotaciones agropecuarias cuya tonalidad varía según la época del año. Se manifiestan los verdes de las plantaciones y los sembrados, los dorados de las espigas y los amarronados de la tierra arada. El celeste de algunas lagunas temporarias y arroyos que serpentean los campos irrumpe inesperadamente.
Innumerables cortaderas con sus abundantes hojas verdes y blancos penachos bordean la ruta que une a Azopardo con pueblos vecinos.

## Fundación
Azopardo no contaba con una fecha de fundación precisa. Al crearse La Casa de la Cultura surgió como inquietud de la comisión directiva realizar la tramitación de la misma.
Recurrió entonces a la Dirección General de Geodesia de la Provincia de Buenos Aires que aportó datos y cartografía sobre el pueblo. Esa documentación se elevó luego al Honorable Concejo Deliberante de Puan, que estableció bajo Ordenanza N.º 1234 / 92 que AZOPARDO se fundó el 8 de marzo de 1904.

## Historia
Con la llegada de los colonizadores a América, el territorio en el que hoy se encuentra ubicado Azopardo estaba habitado por mapuches y ranqueles. En distintos momentos del siglo XIX pasaron por aquí los caciques Calfulcurà, Namuncurà, Pincèn y Catriel.
En 1870 los ataques de los aborígenes sobre estancias y poblados dificultaban el progreso de la región. Durante los ministerios de Adolfo Alsina y la presidencia de Julio A. Roca se llevaron a cabo incursiones militares, llamadas en su conjunto “Conquista del Desierto”, que llevaron la frontera hasta el Río Negro y abrieron la posibilidad de explotación de la Pampa Central.
La extensión de la frontera fue acompañada de un movimiento colonizador promovido por nuevas vías férreas (1906 en AZOPARDO) y de un reparto, arrendamiento o venta de tierras.
El Lote N.º 32 (treinta y dos) de la Tercera Sección de Tierras Públicas, donde hoy se encuentra situado el pueblo de AZOPARDO, fue vendido por el Gobierno Nacional, en mayo de 1881 a Ramón Artagaveytia.
En 1919 AZOPARDO ya contaba con un cierto número de pobladores por lo que surge la necesidad de organizar las tierras realizándose por entonces el primer remate de solares, quintas y chacras.
Los años pasaron y según consta en el libro “Azopardo…Una trayectoria Centenaria”: “por orden Nº 150 del Año 1950  El Honorable Concejo Deliberante del Partido de Puan crea la Oficina auxiliar de AZOPARDO y se designa su encargado”, el señor Ángel Pezzutti.
Actualmente es Delegada Municipal la señora Mabel Martín. Previo a ocupar este cargo se desempeñó como secretaria, de esta delegación, durante 27 años.

## Instituciones
AÑO 1919. ESCUELA Nº 8 “Juan Bautista Azopardo”
Fue inaugurada el 1 de abril de 1919. Funcionaba en la estación de ferrocarril de AZOPARDO. Posteriormente se construyó con chapas de zinc en el corralón del comercio principal de ese tiempo que pertenecía a los señores Claudio y Félix Nervi.
Su primera directora fue la señora Ema Canessa de Callejo.
En el año 1941 se edificó con ladrillos, pisos y cielorrasos de madera en terreno propio donado por la señora Alcira Esain de Quin.
AÑO 1921. CLUB SOCIAL
El 11 de abril de 1921 se fundó el Club social con el nombre de Arte y Sport Azopardo. Actualmente Portman Club Recreativo Azopardo.
Se construyó por entonces un amplio galpón de chapas que sirvió como marco a tantos acontecimientos sociales y recreativos. Hoy ha sido remodelado y es orgullo del pueblo.
Durante muchos años, el club, contó con un equipo de fútbol que participaba en la Liga Puanense. En el año 1989 conquistó el campeonato. Hoy es muy grato evocar aquellos domingos donde los vecinos compartían las tardes alentando a sus jugadores.
La Sede Social del Club es el lugar de encuentro para disfrutar entre amigos.
AÑO 1932.  LA CAPILLA.
Se comenzó a construir en 1932 pero su inauguración fue el 14 de agosto de 1934 con el nombre de Capilla San José. 
San José es el Patrono del pueblo, cada año se recuerda al santo en su día (19 de marzo) con misa y procesión celebrada por sacerdotes de Darregueira o Puan.
Es tradición que al finalizar el oficio religioso se festeje este aniversario y se agasaje a las personas del pueblo que se llaman José con una cena a la canasta.
AÑO 1959.  UNIDAD SANITARIA (Ex Sala de Primeros Auxilios)
El 27 de octubre de 1959 un grupo de vecinos conforma una comisión para emprender la construcción de una Sala de Primeros Auxilios. Al no lograr la habilitación en el Ministerio de Salud Pública, se opta por concretar el anhelo de que los habitantes del pueblo puedan tener atención médica en el lugar. Fue el Doctor Lebed quien durante años, todos los jueves, ejercía su profesión en “La Sala”. Por siempre, la comunidad toda, recordará y agradecerá al Doctor Alfredo Lebed su predisposición al servicio del pueblo. Posteriormente este servicio fue interrumpido. 
En 1984 la Sala pasa a la Municipalidad de Puan y comienza a funcionar como Unidad Sanitaria. Por entonces se incorpora una enfermera profesional y nuevamente a un médico que visita el pueblo dos veces por semana.
AÑO 1984.  ASOCIACIÓN CIVIL TRANSPORTE ESCOLAR AZOPARDO.
Fue fundada el 20 de marzo de 1984 para brindar, a un grupo de niños que egresaba de la Escuela Primaria, la oportunidad de continuar sus estudios secundarios en otro pueblo vecino donde se dictara ese nivel educativo.
Una vez más se aunaron esfuerzos y se concretó el objetivo. El primer transporte fue una Jeep carrozada, en 1997 fue reemplazada por una Fiat Ducato que diariamente recorre los 15 km. que separan a la EEP N.º 8 de la Escuela de Enseñanza Media N.º 1 de Bordenave.
AÑO 1985.  CENTRO DE JUBILADOS Y PENSIONADOS.
Corría el año 1985 cuando un grupo de jubilados y pensionados logró obtener su espacio, en él se brindan servicios de enfermería, pedicura y peluquería entre otros. 
AÑO 1986.  JARDIN DE INFANTES Nº 908.
Este servicio educativo fue inaugurado el 29 de setiembre de 1986 compartiendo parte del edificio de la Escuela N.º 8. Lleva el nombre de José F. Nervi. Sus salas integradas permiten a los pequeños iniciarse en el maravilloso mundo de números y letras entre juegos, juguetes, cuentos y normas.
Su primera directora fue la señora Marta Gallítrico de Meder.
AÑO 1993. LA CASA DE LA CULTURA.
El 6 de marzo se inaugura el Edificio de la Casa de la Cultura en la remodelada sala de espera de la antigua y desocupada estación del Ferrocarril Nacional General Roca. En el lugar se dictan cursos que dan respuestas a los intereses y necesidades de los vecinos. 
El 13 de marzo de 1999 se concreta el deseo de poseer un salón cultural donde se realizan muestras de distintas manifestaciones culturales y recreativas.
AÑO 1994.  LA BIBLIOTECA POPULAR.
La Comisión Directiva de la Casa de la Cultura se fija como meta la creación de una Biblioteca Popular a la que una vez organizada le imponen el nombre de “Jorge Luis Borges”.
Esta biblioteca cuenta con volúmenes que recorren diferentes géneros literarios y educativos.
AÑO 2003.  HOGAR CENTENARIO.
El 20 de agosto de 2003 se reúne un importante grupo de habitantes de AZOPARDO encabezados por el Delegado de turno Sr. Roberto M. González y el Sr. Intendente Municipal CR. Horacio L. López para formar una comisión y concretar la creación del Hogar de ancianos. El 9 de enero de 2004, próximo a celebrar los 100 años del pueblo, se inaugura el Hogar y se lo identifica con el nombre de “Hogar Centenario”.
El 8 de marzo de 2012 se procede a realizar un nuevo corte de cintas con motivo de concretarse una ampliación en el lugar.
Los abuelos que conviven en “El Hogar Centenario” disfrutan de la comodidad y calidez del lugar y de la cordialidad, respeto y esmerada atención de todo su personal.
DESTACAMENTO POLICIAL
AZOPARDO contaba con un destacamento policial donde desempeñaba su función el “encargado”. Con el correr de los años esta dependencia pública cesó en su actividad. Después de 25 años, el 30 de junio de 2003, se restituyó el puesto de Vigilancia teniendo como objetivo la prevención del delito ubicado en la ex estación de ferrocarril.
LA PLAZA.
Rodeada por el edificio de la Delegación municipal, la Capilla, la Escuela y antiguamente el destacamento Policial, fue creada entre los años 1944 y 1945.
El 17 de agosto de 1950 fue inaugurado el Busto del General José de San Martín cuyo nombre fue impuesto a este espacio público.
La visten añejos árboles que engalanan el lugar entre perlas luminosas y pájaros que con su trino atraviesan la tranquilidad de cada día.
EL PARQUECITO.
Para el cumpleaños N.º 93 del pueblo se concreta la inauguración del “Parquecito” ubicado junto a la vieja estación del ferrocarril.
La alfombra de césped y los juegos del lugar interactúan con los pequeños y les permiten disfrutar de una infancia feliz en este mágico lugar. 
LA GRUTA.
En el año 2000 AZOPARDO cumplía 96 años, para la ocasión el Sr. Carlos Esquivel y familia dona al pueblo una Imagen de la Virgen de Itatì que se emplaza en una gruta ubicada en las proximidades del Parquecito.
EL VAGÓN.
Porque los habitantes de AZOPARDO siempre “responden”, en el año 2007, el pueblo se presentó a la convocatoria “Buscando Pueblos que Responden” con el fin de contar con un Centro Social y Cultural.
Lamentablemente AZOPARDO no fue seleccionado como ganador. Con el apoyo de la ONG RESPONDE se concretó la restauración de un antiguo vagón de tren donde funciona un pequeño museo.
En enero de 2011 se eligieron las SIETE MARAVILLAS del Distrito de Puán para ser incluidas en un futuro circuito Turístico. Por AZOPARDO participó y fue elegida como una de ellas el Vagón “Espacio Joven”.